# Rascanya
Rascanya és el nom que rep el districte número 15 de la ciutat de València (País Valencià). Limita al nord amb els Poblats del Nord i els municipis de Tavernes Blanques i Alboraia, a l'est amb Benimaclet, al sud amb La Saïdia i a l'oest amb Benicalap.

## Història
El nom del districte deriva de l'alqueria andalusina de Rascanya, que Jaume I va donar a Guillem Aguiló, franca de tributs, el 1237. Aquesta alqueria va constituir el nucli original dels Orriols i de tot el districte i, a més, va donar el seu nom a la séquia de Rascanya.

## Demografia
La seua població censada a 2009 era de 54.372 habitants segons l'Ajuntament de València, dividida en tres barris:
- Els Orriols
- Torrefiel
- Sant Llorenç